# 3 Count
3 Count fue un grupo de lucha libre profesional formado en World Championship Wrestling en 1999. Sus miembros eran Shane Helms, Shannon Moore y Evan Karagias, quienes empleaban un gimmick de boy band. Tank Abbott también formó parte brevemente del equipo como mánager y guardaespaldas.

## Historia

### Creación
Shane Helms y Shannon Moore firmaron contratos con WCW en mayo de 1999. En diciembre del mismo año, Jimmy Hart formó un grupo con ellos dos y Evan Karagias para mofarse del éxito de las boy bands en aquel momento. 
 

Sus personajes fueron presentados con viñetas que simulaban ser vídeos musicales de su canción Can't Get You Outta My Heart (compuesta por Hart). Tras esto empezaron a actuar en directo en Nitro bailando en círculos verdes y haciendo playback de la canción. Más adelante grabarían otro tema, Dance With 3 Count, que reemplazó a Can't Get You Outta My Heart como su música de entrada. Tuvieron un largo feudo con otro equipo de pesos cruceros de la compañía, Jung Dragons. 
 

Helms y Moore se enfrentaron en la primera ronda de un torneo por el Campeonato de Peso Crucero, saliendo ganador este último. Más adelante ganarían (juntos) el Campeonato Hardcore de WCW, que defenderían aplicando la freebird rule, derrotando a Brian Knobbs el 28 de febrero de 2000. Knobbs recuperó el título un mes más tarde derrotando a los tres miembros de 3 Count por pinfall uno tras otro. Este reinado hizo de Moore el campeón más joven de la historia de WCW.

### Tank Abbott
Tras perder el Campeonato Hardcore, Helms se rompió la nariz. Después de que él volviera de su lesión, David "Tank" Abbott, un gran fan (kayfabe) de 3 Count, se unió al grupo. Abbott estaba en los alrededores del ring durante los combates de 3 Count y empezó a protegerles de otros luchadores. Luego empezó a ejercer (sin permiso) de bailarín adicional durante las actuaciones musicales de 3 Count. El feudo del grupo con Jung Dragons continuó cuando éstos intentaron robar el disco de oro y el contrato discográfico de 3 Count. Esto llevó a los dos equipos a un Ladder Match en New Blood Rising en agosto de 2000. Abbott ayudó a 3 Count a ganar el combate y posteriormente se marchó con el disco de oro y el contrato en su poder. 3 Count acabaron teniendo un feudo con Abbott cuando este afirmó que él mismo debería ser el líder de 3 Count, cosa en la que Helms, Karagias y Moore no estaban de acuerdo con él. Este feudo acabó cuando Abbott abandonó WCW.

### Separación
Tras otro conflicto con Misfits in Action, empezaron a surgir problemas internos en 3 Count cuando Moore y Helms acusaron a Karagias de intentar acaparar la atención para él solo. Karagias terminó siendo expulsado del grupo por sus compañeros, uniéndose a Jamie Knoble, antes Jamie-San de Jung Dragons, a quien su grupo también había dado la espalda. Moore y Helms se vieron en un feudo a tres bandas con los dos miembros restantes de Jung Dragons (Kaz Hayashi y Jimmy Yang) y el nuevo equipo de Karagias y Knoble. Los tres dúos se enfrentaron en un Triangle Match en Mayhem en noviembre de 2000, y otra vez en diciembre en Starrcade, con una opción al Campeonato de Peso Crucero en juego. Helms y Moore descolgaron el contrato a la vez, y disputaron un combate para decidir quién sería el retador al título. Helms salió victorioso, pero perdió el combate por el título en Sin en enero de 2001 contra Chavo Guerrero, Jr. En febrero se produciría la separación definitiva de Helms y Moore en SuperBrawl Revenge, durante un combate por ser el retador al título de peso crucero. Moore atacó a Helms en lugar de a Kaz Hayashi, aunque finalmente Helms eliminó a Moore y acabó ganando el combate.

### Después de 3 Count
Con la WCW ya moribunda, Moore y Karagias dejaron a un lado sus diferencias para intentar hacerse con el efímero Campeonato de Peso Crucero por Parejas, que no llegaron a ganar. Helms, por su parte, sí consiguió el Campeonato de Peso Crucero. Tras el cierre definitivo de WCW, Moore, Helms y Karagias se unieron a la WWF.

## En lucha

### Remates de trío
- Aided wheelbarrow facebuster

### Remates a dúo
- Count Down (Combo Samoan Drop + Nightmare on Helms Street)
- Double vertical suplex

## Campeonatos y logros
- NWA Wildside
  - NWA Wildside Tag Team Championship (1 vez) - Helms y Moore
- World Championship Wrestling
  - WCW Hardcore Championship (1 vez) - ganado entre los tres y defendido mediante la freebird rule